# الشيخ ضرغام (قرية)
شط الشيخ ضرغام أو شط الشيخ درغام هي إحدى قرى مركز دمياط التابع لمحافظة دمياط بجمهورية مصر العربية.
تقع في أقصى شمال دلتا النيل من الناحية الشرقية.

## تاريخ القرية
قرية شط الشيخ درغام من القرى الحديثة، وأصلها من توابع نواحي شطوط دمياط حيث فُصلت عنها سنة 1872م إداريًا، وفي سنة 1936م صدر قرار بفصلها عنها من الوجهة المالية، وبذلك أصبح شط الشيخ درغام ناحية قائمة بذاتها.